# Discographie de Sonic Youth
La discographie de Sonic Youth représente dix-sept albums, presque autant de EP, ainsi que de nombreux projets parallèles et collaborations. Cette page a vocation à être plus exhaustive que la discographie résumée présente sur l'article consacré au groupe.

## Albums studio
- Sonic Youth (1982) (Neutral/Zensor) (réédité par SST en 1987 et en 2006 avec des inédits par Geffen)
- Confusion Is Sex (1983) (Neutral/Zensor) (réédité par SST en 1987, puis en 1995, avec Kill yr Idols en bonus)
- Bad Moon Rising (1985) (Homestead/Blast First) (réédité par Geffen en 1995)
- EVOL (1986) (SST/Blast First) (réédité par Geffen en 1994)
- Sister (1987) (SST/Blast First) (réédité par Geffen en 1994)
- Daydream Nation (1988) (Enigma/Blast First) (réédité par Geffen en 1994)
- The Whitey Album (publié sous le nom de Ciccone Youth) (1988) (Enigma/Blast First) (réédité par Geffen en 1995 et en 2006)
- Goo (1990) (DGC/Geffen)
- Dirty (1992) (DGC/Geffen)
- Experimental Jet Set, Trash and No Star (1994) (DGC/Geffen)
- Washing Machine (1995) (DGC/Geffen)
- A Thousand Leaves (1998) (DGC/Geffen)
- NYC Ghosts and Flowers (2000) (Geffen)
- Murray Street (2002) (Geffen)
- Sonic Nurse (2004) (Geffen)
- Rather Ripped (2006) (Geffen)
- The Eternal (2009) (Matador Records)

## Rééditions Deluxe
- Dirty Deluxe Edition (réédition de Dirty avec inédits) (2003) (Geffen)
- Goo Deluxe Edition (réédition de Goo avec inédits) (2005) (Geffen)
- Daydream Nation Deluxe Edition (réédition de Daydream Nation avec inédits) (2007) (Geffen)

## Compilations, bandes-originales et albums live
- Sonic Death (1984) (Ecstatic Peace!) (réédité par SST en 1988)
- Screaming Fields of Sonic Love (compilation 1982-1988) (1995) (DGC/Geffen)
- Made in USA (1995)
- Demonlover (bande-son du film) (2002)
- The Destroyed Room: B-Sides and Rarities (compilation de titres et enregistrements rares) (2006) (Geffen)
- Hits Are for Squares (2008)
- Battery Park, NYC: July 4, 2008 (2019) (Live)
- Live in Brooklyn 2011 (2023) (Live)

## EP, singles
- Kill Yr Idols (1983) (EP) (Zensor) (réédité en 1995 avec Confusion Is Sex)
- Death Valley '69 (chanson) (1984) (single) (Iridescence)
- Death Valley '69 (EP) (1985) (EP) (Homestead/Blast First)
- (Over) Kill Yr Idols (1985) (single) (Forced Exposure)
- Flower (1985) (single) (Homestead/Blast First)
- Halloween II (1985) (single) (Blast First)
- Starpower (1986) (single) (SST/Blast First)
- Into the Groove(y) (1986) (single) (New Alliance/SST)
- Sister Interview Disc (1987) (disque promotionnel) (Blast First)
- Master-Dik (1987) (EP) (SST/Blast First)
- Teenage Riot (1988) (single) (Enigma/Blast First)
- Silver Rocket (1988) (single) (Forced Exposure)
- White(y) Promos (1988) (disque promotionnel) (Blast First)
- Providence (1989) (single) (Blast First)
- Candle (1989) (EP) (Enigma/Blast First)
- Touch Me I'm Sick (1989) (single split) (Sub Pop/Blast First)
- Kool Thing (1990) (single) (DGC/Geffen)
- Sonic Youth Interview Soundsheet (1990) (disque promotionnel) (Geffen)
- Disappearer (1990) (single) (DGC/Geffen)
- Dirty Boots (1991) (EP) (DGC/Geffen)
- Personality Crisis (1991) (EP) (DGC/Geffen)
- Titanium Expose (1991) (single split) (MCA)
- Is it my body (1991) (single) (Sub Pop)
- 100% (1992) (single) (DGC/Geffen)
- Youth Against Fascism (1992) (single) (DGC/Geffen)
- Shaking Hell (1992) (single) (Sonic Life)
- Su Nioj (1992) (single) (Sonic Life)
- Sugar Kane (1993) (single) (DGC/Geffen)
- Whores Moaning (1993) (EP) (Geffen)
- Burning Spear (1993) (single) (Geffen)
- Drunken Butterfly (1993) (single) (Geffen)
- No II (1993) (single split) (Ecstatic Peace!)
- TV Shit (1993) (EP) (Ecstatic Peace!)
- Bull in the Heather (single) (1994) (single) (Geffen)
- Bull in the Heather (single split) (1994) (single split) (Geffen)
- Superstar (1994) (single split) (A&M)
- Turn it Up! Turn it Up! (1995) (EP) (Ruta 66)
- The Diamond Sea (1995) (single) (Geffen)
- Little Trouble Girl (1996) (single) (Geffen)
- Sunday (1998) (single) (Geffen)
- Silver Session for Jason Knuth (1998) (EP) (Sonic Knuth Records)
- Lightnin' (2000) (single) (Olof Bright)
- Kali Yug Express (2002) (EP) (Geffen)
- In The Fishtank #9 (2002) (EP) (Konkurrent)
- Sweet Emotion (2002) (single) (Time-Lag)
- Helen Lundeberg/Eyeliner (2006) (single) (Goofin)

## Série SYR (Sonic Youth Recordings)
- SYR1: Anagrama (1997) (Sonic Youth Recordings)
- SYR2: Slaapkamers met Slagroom (1997) (Sonic Youth Recordings)
- SYR3: Invito al Cielo (1998) (Sonic Youth Recordings)
- SYR4: Goodbye 20th Century (1999) (Sonic Youth Recordings)
- SYR5: Kim Gordon, DJ Olive and Ikue Mori (2000) (Sonic Youth Recordings)
- SYR6: Koncertas Stan Brakhage Prisiminimui (2005) (Sonic Youth Recordings)
- SYR7: J'Accuse Ted Hughes (2008) (single) (Sonic Youth Recordings)
- SYR8: Andre Sider Af Sonic Youth (2008) (Sonic Youth Recordings)
- SYR9: Simon Werner a disparu (2011) (Sonic Youth Recordings)

## Vidéos
- Live at Stache's (1985) (live) (Altavistic)
- Goo (video) (1991) (compilation de clips) (DGC)
- Gila Monster Jamboree (1992) (live) (Sonic Death)
- 1991: The Year Punk Broke (1993) (live) (DGC/Geffen)
- Screaming Fields of Sonic Love (video) (1995) (compilation de clips) (DGC/Geffen)
- The Sonic Compile (1998) (vidéo promotionnelle) (Geffen)
- Corporate Ghost: The Videos 1990-2002 (2002) (compilation de clips) (Geffen)
- Festival Art Rock (2004) (Live) (diffusé par France 4)
- Eurockéenne 2005 (2005) (Live) (MCM/Séquence SDP)

## Bootlegs officiels
- The Wall Have Ears (1986) (Not Records)
- 4 Tunna Brix (1990) (Goofin')
- Goo Demos (1991) (Sonic Death)
- Hold that Tiger (1991) (Goofin')
- Live at the Continental Club (1992) (Sonic Death)
- Cotton Crown (1993) (Sonic Death)
- Blastic Scene (1995) (Moneyland)
- Live in Venlo (1995) (Sonic Death)
- Smart Bar Chicago 1985 (2012) (Goofin')

## Bandes-sons
- Lovedolls Superstar (1986) (SST )
- Made in USA (1987) (Chrysalis) (sur cette version, il n'y a qu'un morceau de Sonic Youth)
- Pump Up the Volume (1990) (MCA)
- Judgement Night (1993) (Immortal/Epic)
- My So-Called Life (1995) (Atlantic)
- Suburbia (1997) (DGC/Geffen)
- Condo Painting (1998) (Gallery Six)
- Pola X (1999) (Phantom)
- End of Days (1999) (Universal/Geffen)
- Grind Session (2000) (Shaba Games/Sony)
- Demonlover (2002) (Labels)
- Simon Werner a disparu... (2011)

## Reprises et collaborations

### Collaborations
- 1987 : Lee Ranaldo en backing-vocals sur l'album You're Living All Over Me de Dinosaur Jr
- 1993 : I Love you Mary Jane en duo avec le groupe de rap Cypress Hill sur la B.O. du film Judgment Night
- 2001 : Deux chansons avec Brigitte Fontaine sur l'album Kékéland
- 2004 : Hidros 3 (avec Mats Gustafsson et des amis) (Smalltown Supersound)

### Reprises
- 1983 : I Wanna Be Your Dog des Stooges
- 1986 : Into the Groove et Burning Up de Madonna
- 1986 : Bubblegum de Kim Fowley
- 1987 : Loudmouth, I Don't Wanna Walk With You, Today Yr Love, Tomorrow the World, Beat On The Brat des Ramones
- 1988 : Psycho Mafia de The Fall
- 1989 : Touch Me I'm Sick de Mudhoney
- 1991 : Personality Crisis des New York Dolls
- 1992 : Ça plane pour moi de Plastic Bertrand
- 1994 : Superstar des Carpenters sur la compilation hommage If I Were a Carpenter
- 1996 : Moist Vagina de Nirvana
- 1996 : Simpsons theme à la fin de l'épisode des Simpsons Homerpalooza (dans lequel Sonic Youth apparait)
- 1997 : Avec le groupe Free Kitten de Kim Gordon : Teenie Weenie Boppie de Serge Gainsbourg / France Gall
- 1998 : Within You Without You des Beatles
- 1999 : L'album SYR4: Goodbye 20th Century est composé de reprises de musique classique contemporaine
- 2007 : Computer Age de Neil Young
- 2007 : I'm Not There de Bob Dylan (B.O. du film  I'm Not There)